# Pycnoscelus striatus
Pycnoscelus striatus es una especie de cucarachas del género Pycnoscelus, familia Blaberidae.

## Historia
Fue descrito por primera vez en 1903 por Kirby.